# 苏里亚佩特
苏里亚佩特（Suryapet），是印度特伦甘纳邦的一个城镇。总人口94797（2001年）。

## 人口
该地2001年总人口94797人，其中男性49094人，女性45703人；0—6岁人口10662人，其中男5367人，女5295人；识字率72.60%，其中男性为79.65%，女性为65.02%。